# Попович, Войин

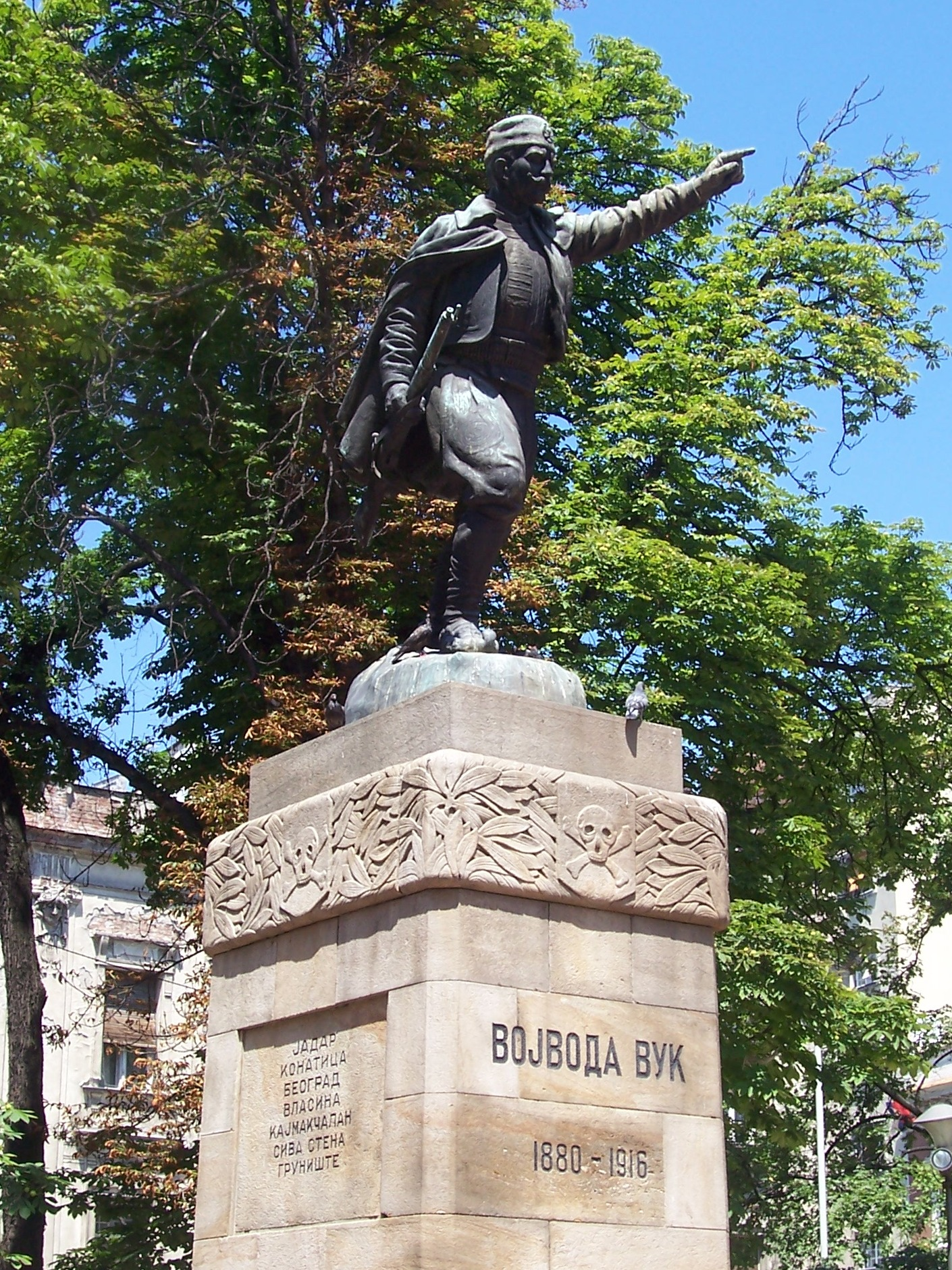
Памятник воеводе Вуку в Белграде. Скульптор Дж. Йовановича

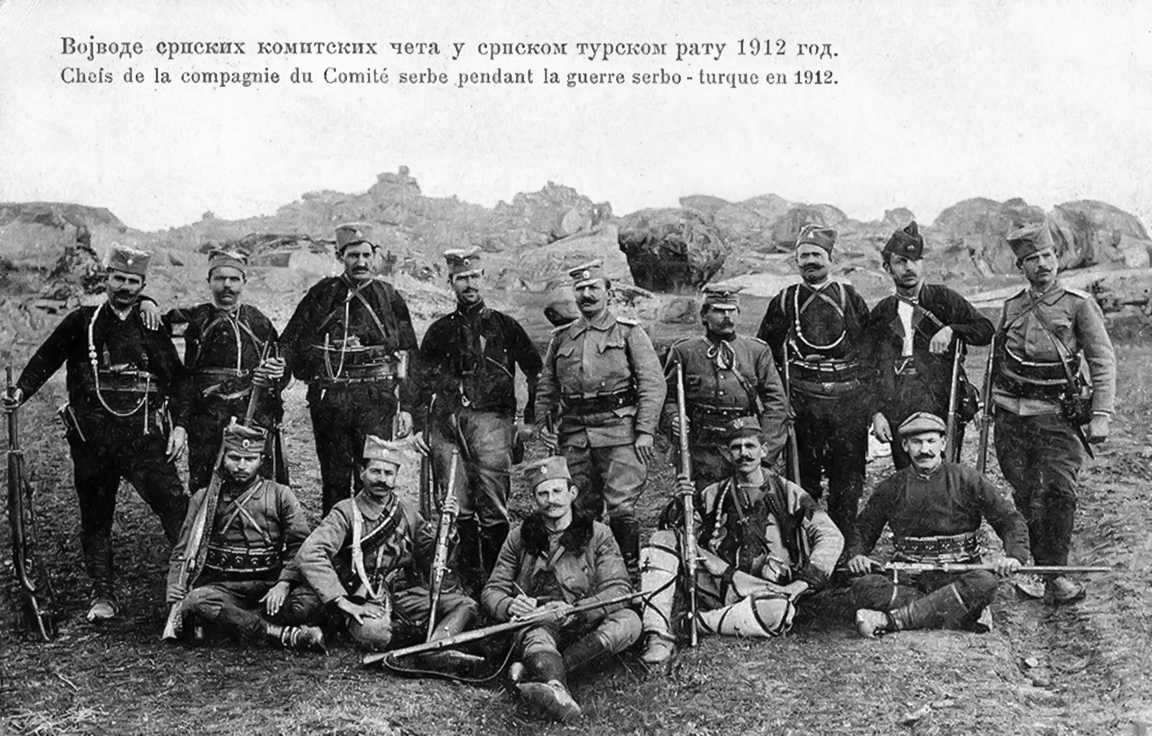
Воевода Вук (стоит в середине, 5-м) со своими четниками в 1912 г.

Войин Попович известный как Воевода Вук (серб. Војин Поповић; 9 декабря 1881, Сйеница, вилайет Косово, Османская империя (ныне Златиборский округ Сербия) — 29 ноября 1916, гора Каймакчалан, Королевство Сербия) — сербский военачальник (воевода), участник борьбы за Македонию.

## Биография
Македонский серб.
Вскоре после его рождения семья переехала в Крагуевац, где Войин окончил школу. Решил выбрать воинскую карьеру. После окончания военного училища, вступил в армию. В ноябре 1901 года получил чин лейтенанта.
Активный участник борьбы за Македонию, Балканских войн и Первой мировой войны..
Был одним из первых четников, отправившихся в 1905 году в Старую Сербию — Вардарскую Македонию, остававшуюся под властью Порты вплоть до Первой балканской войны 1912 года.
Во время Первой мировой войны В. Попович командовал подразделением добровольцев, которые поддерживали действия Дунайской сербской дивизии. Как командир отряда участвовал в битве при Цере. Позже, стал командиром сербского волонтёрского отряда на Салоникском фронте, сражался против болгарских армейских частей.
Погиб в бою во время битвы у горы Каймакчалан 29 ноября 1916 года в разгар Первой мировой войны.
Похоронен на Союзном кладбище Зейтенлик в Салониках.

## Награды
В Белграде и Нише воеводе Вуку установлен памятники..
- Орден Звезды Карагеоргия с мечами
- Орден Святого Станислава (Российская империя) III степень
- Военный крест (Франция)
- медаль короля Петра I Карагеоргиевича
- золотая Медаль «За храбрость» (Сербия, 1912 год)